# 山田爵
山田 𣝣（やまだ じゃく、1920年11月3日 - 1993年6月21日）は、日本のフランス文学者。東京大学名誉教授。

## 来歴
フランス文学者の山田珠樹と、後に作家となる森茉莉の長男として東京に生まれる。母方の祖父は作家の森鷗外、祖母はその後妻の森志げ。曽祖父に大審院判事の荒木博臣がいる。幼少期に両親が離婚。茉莉の最晩年、一緒に住もうとしていたとされるが、母との関係はいまだ明らかにされていない。
旧制成蹊高等学校卒業後、東京帝国大学仏文科を1944年9月に繰り上げ卒業。1946年同志社大学勤務の後、1948年から第一高等学校、東京大学教養学部勤務、1964年東京大学文学部仏文科に配置換え、教授を務める。1981年定年退官、名誉教授、成城大学教授。1991年退職。1993年死去。満72歳歿。

## 人物
- ギュスターヴ・フローベールが専門で、蓮實重彦の師としても知られ「お前ら、感情教育を知ってるか。感情教育ってのは終わらねえんだ」と言ったとされる[3]。
- 鹿島茂も“山田𣝣先生の授業はたいへんな名調子で、その声を聞き、顔を眺めているだけで気持ちがよかった。話の最後を「......なのであります」と終えるくせには大きな影響を受け、いまでも講義をしている知らず知らずのうちに「𣝣調」が出てくる”と書いている[4]。
- 名前の「𣝣」は母方の祖父・森鷗外の命名によりフランス語の男性名 “ジャック”（Jacques）を写したものである[5]。
- 高田文夫とは縁戚（高田の妻と山田の息子・礼於の妻が姉妹）。
- 元関西テレビアナウンサーの桑原征平は成城大学時代のフランス語の生徒。

## 著書
- フランス文学万華鏡 白水社、1994年

## 訳書
- スタンダール『赤と黒』（小林正と共訳）、旧河出文庫、1955年
- 『狐物語』（新倉俊一共訳）
  - 『世界文学大系65 中世文学集』筑摩書房、1962年
    - 新版『筑摩世界文学大系10　中世文学集』1974年

  - 『中世文学集2 ローランの歌・狐物語』ちくま文庫、1986年
- ゴンクール兄弟『ゴンクールの日記 6 文学生活の手記』角川書店、1966年 - 斎藤一郎と共訳（最終・全6巻で未完）
- ラ・ヴァランド『フローベール』人文書院（永遠の作家叢書）、1957年、新版1966年
- フローベール『ボヴァリー夫人・紋切型辞典・三つの物語』中央公論社〈世界の文学15〉1965年　新版1994年　
  - 「ボヴァリー夫人」河出文庫、2009年7月
- フローベール『紋切型辞典』（「全集5」筑摩書房）、1966年
  - 「紋切型辞典」青銅社、1982年、平凡社ライブラリー、1998年
- フローベール『感情教育』中央公論社〈新集 世界の文学14〉1972年
  - 「感情教育」（上下）、河出文庫、2009年9月。グーテンベルク21（電子書籍）、2021年より

## 編著
- 新編フランス文典 松下和則, 梅原成四, 平井啓之と共編、第三書房、1957年
- フランス文学辞典 土居寛之, 平岡篤頼と共編、言潮社、1963年